# Sunstorm Interactive
Sunstorm Interactive — частная компания, которая специализировалась на разработке компьютерных игр и размещалась в городе Индианаполис, США. К наиболее известным проектам фирмы можно отнести серии охотничьих симуляторов Deer Hunter и Bird Hunter, аддоны к Duke Nukem 3D, а также игры Duke Nukem: Manhattan Project (в жанре трёхмерного платформера) и Carnivores: Cityscape (в жанре симулятора охоты на динозавров).

## История компании
Студия, основанная в 1995 году Энтони Кампити (англ. Anthony Campiti), начала работу с дополнений к трёхмерным шутерам от первого лица, построенным на игровом движке Build engine: Duke Nukem 3D, Blood и Redneck Rampage. Первоначально штат компании состоял из шести человек. Позднее компания сфокусировалась на играх в жанре симулятора охоты; Sunstorm Interactive участвовали в разработке таких игровых серий, как Bird Hunter, Deer Hunter, Rocky Mountain Trophy Hunter, а также разработали первую игру серии Hunting Unlimited. 
Был приобретен новый офис, а штат сотрудников расширен до шестнадцати человек. Помимо охотничьих симуляторов, вышло несколько игр других жанров, среди которых Duke Nukem: Manhattan Project 2002 года.
В 2003 году появились данные о закрытии компании по причине нехватки финансовых средств, однако позднее компания вернулась к работе (тем не менее, разработка одной из игр, Final Score, была отменена; данная игра делалась для персонального компьютера и игровой приставки Xbox).
В 2005 году компания выпустила Wanton Destruction, бесплатное дополнение для игры Shadow Warrior 1997 года; это дополнение планировалось к выходу в конце 1990-х годов, но по неизвестным причинам выход не состоялся, и игра была отложена, долгое время считаясь утерянной. Окончательный вариант дополнения, случайно обнаруженный основателем фирмы, был выложен на официальном сайте издательства 3D Realms к свободной загрузке.
С 2009 года студия полностью сфокусирована на создании небольших игр для карманных устройств от Apple. В 2010 года был выпущен порт ранее изданной Duke Nukem: Manhattan Project на Xbox 360.
В 2015 года была поглощена разработчиком мобильных приложений TabTale Ltd. по необъявленной стоимости.

## Разработанные игры
- 1996 — Duke!ZONE (дополнение для Duke Nukem 3D (ПК)
- 1996 — Cryptic Passage (дополнение для Blood) (ПК)
- 1997 — Duke Caribbean: Life's A Beach (дополнение для Duke Nukem 3D) (ПК)
- 1997 — Duke It Out In D.C. (дополнение для Duke Nukem 3D) (ПК)
- 1997 — Duke Xtreme (дополнение для Duke Nukem 3D) (ПК)
- 1997 — Board Game Classics (ПК)
- 1997 — Fisherman's Paradise (ПК)
- 1997 — Wild Turkey Hunt (ПК)
- 1997 — Indoor Sports Games (ПК)
- 1998 — Deep Sea Trophy Fishing (ПК)
- 1998 — Deer Hunter: Interactive Hunting Experience (ПК)
  - 1998 — дополнение Deer Hunter Companion
  - 1998 — дополнение Deer Hunter’s Extended Season
- 1998 — Deer Hunter II: The Hunt Continues (ПК)
  - 1998 — дополнение Deer Hunter’s Extended Season
- 1999 — Redneck Rampage: Suckin' Grits On Route 66 (дополнение для Redneck Rampage)
- 1999 — Grand Slam Turkey Hunter (ПК)
- 1999 — Bird Hunter: Upland Edition (ПК)
- 1999 — Bird Hunter: Waterfowl Edition (ПК)
- 1999 — Buckmasters Top Bow Championship (ПК)
- 1999 — Rocky Mountain Trophy Hunter: Interactive Big Game Hunting (ПК)
- 1999 — Sportsman's Paradise (ПК)
- 2000 — Rocky Mountain Trophy Hunter II: Above the Treeline (ПК)
- 2000 — Bird Hunter: Wild Wings Edition (ПК)
- 2000 — Rocky Mountain Trophy Hunter 3: Trophies of the West (ПК)
- 2000 — Deer Hunter 3: The Legend Continues (ПК)
  - 2000 — Deer Hunter 3 Gold (ПК)
- 2000 — Deer Hunter 4: World-Class Record Bucks (ПК)
- 2000 — Airport Tycoon (ПК)
- 2000 — Buckmasters Deer Hunting (ПК)
- 2000 — Rocky Mountain Trophy Hunter: Alaskan Expedition (ПК)
- 2000 — Sportsman's Paradise 2 (ПК)
- 2000 — High Impact Paintball (ПК)
- 2000 — Police Tactical Training (ПК)
- 2001 — Shark! Hunting the Great White (ПК)
- 2001 — Deer Hunter 5: Tracking Trophies (ПК)
- 2001 — Feed'n Chloe (ПК)
- 2001 — Primal Prey (ПК)
- 2001 — B-17 Gunner: Air War Over Germany (ПК)
- 2001 — Hunting Unlimited (ПК)
- 2002 — Deer Hunter 2003: Legendary Hunting (ПК)
- 2002 — Bird Hunter 2003: Legendary Hunting (ПК)
- 2002 — RC DareDevil (ПК)
- 2002 — Carnivores: Cityscape (ПК)
- 2002 — Duke Nukem: Manhattan Project (ПК)
  - 2010 — Duke Nukem: Manhattan Project (Xbox 360)
- 2002 — Pro Bass Fishing (ПК)
- 2003 — Airport Tycoon 2 (ПК)
- 2005 — Wanton Destruction (бесплатное дополнение для Shadow Warrior, разработано в конце 1990-х) (ПК)
- 2009 — Run Razzle Run (iPhone, iPod touch и iPad; далее iOS)
- 2009 — Real Trophy Hunting (iOS)
- 2009 — Shadow Real Deer Hunting (iOS)
- 2009 — WW2 Beachhead (iOS)
- 2010 — Real Bird Hunting Challenge (iOS)
- 2010 — Sundae Maker (iOS)
- 2010 — Breakfast Maker (iOS)
- 2010 — Snowman Maker Plus (iOS)
- 2010 — Who Threw Poo (iOS)
- 2010 — Aquarium Maker (iOS)
- 2010 — Castle Conquest (iOS)
- 2011 — Donut Maker (iOS)
- 2011 — Cookie Maker (iOS)
- 2011 — Kids Game Pack I (iOS)
- 2011 — Motorcycle Maker (iOS)
- 2011 — Nachos Maker (iOS)
- 2011 — Pie Maker (iOS)
- 2011 — Racecar Maker (iOS)
- Вышла, дата выхода неизвестна — Land Mine! (ПК)
- Вышла, дата выхода неизвестна — WZone (ПК)
- Разработка отменена — Final Score (ПК и Xbox)